# Rue du Pas-Saint-Georges
La rue du Pas-Saint-Georges est une voie de la commune française de Bordeaux.

## Situation et accès
La rue du Pas-Saint-Georges débute à l'intersection de la place du Parlement et se termine place Fernand-Lafargue.
Elle croise successivement la rue de la Devise, la rue Saint-Siméon, la rue Maucoudinat la rue du Loup et le cours Alsace-Lorraine.

## Historique
L'élargissement et le pavement des trottoirs en cale calcaire beige sont effectués au début des années 2020.

## Bâtiments remarquables et lieux de mémoire

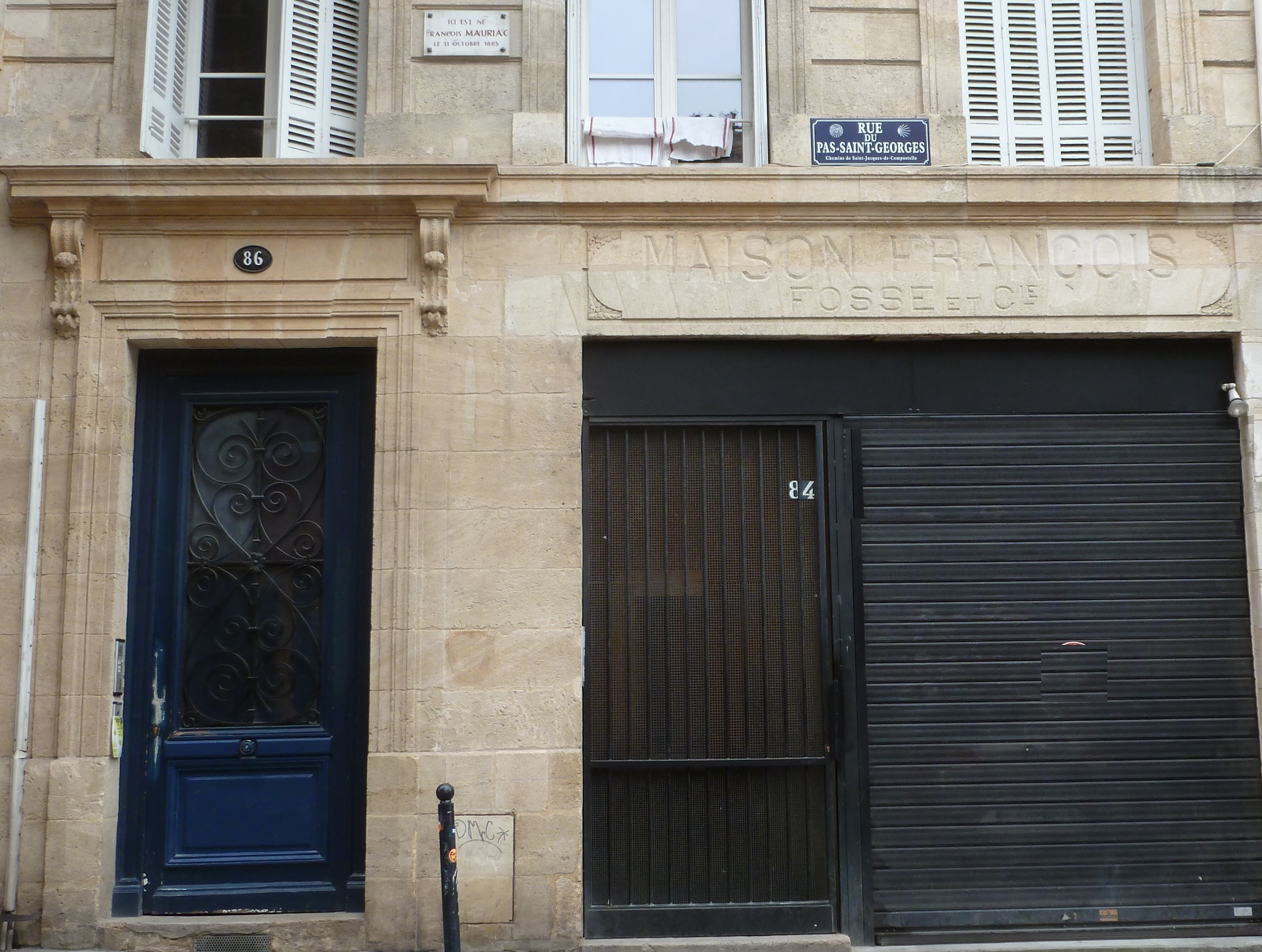
Vue sur la façade du no 86.

Certains bâtiments de la rue du Pas-Saint-Georges sont remarquables, à l’image de celui situé au no 74 datant de 1582. Au no 86 se situe la maison natale de François Mauriac.